# Mecyna
Mecyna é um gênero de mariposa pertencente à família Crambidae.